# دی‌اکتیل سباکات
دی اکسیل سباکات (به انگلیسی: Dioctyl sebacate) با فرمول شیمیایی (CH۲)۸(COOC۸H۱۷)۲ یک ترکیب شیمیایی با شناسه پاب‌کم ۳۱۲۱۸ است. 